# Quinta battaglia dell'Isonzo
La Quinta battaglia dell'Isonzo fu combattuta tra il 9 e il 15 marzo 1916 tra l'esercito italiano e quello austro-ungarico.

## Antefatti
Durante metà del 1915 le truppe italiane non riuscirono a sfondare le linee austro-ungariche lungo il fiume Isonzo, nonostante i numerosi tentativi. Il generale Cadorna del Comando supremo militare italiano (dal quale dipendeva il Gruppo comando supremo aereo), in base agli accordi della conferenza di Chantilly del 15 novembre 1915, ricevette l'ordine di attaccare per spostare l'attenzione degli Imperi Centrali da Verdun.

## Battaglia
La battaglia quindi si svolse sul Carso e sulla testa di ponte di Tolmino, dove gli italiani attaccarono il Mrzli, il S.Maria, il Podgora, la cima 4 del monte San Michele, la Cappella Diruta e San Martino del Carso., da dove provenivano i rinforzi austro-ungarici diretti alle linee sul monte. In realtà più che di una vera e propria battaglia si trattava di scaramucce, brevi scontri, con l'intento di tenere occupato il nemico, senza un bersaglio ben preciso. Gli attacchi erano infatti a discrezione dei singoli comandanti e non dell'Alto Comando. Gli scontri andarono affievolendosi per via delle condizioni climatiche sfavorevoli.
In maggio gli italiani dovettero inoltre affrontare una controffensiva austro-ungarica sul Trentino, che costrinse Cadorna a spostare mezzo milione di soldati dal Carso al Trentino. Ciò comportò un affievolirsi degli scontri sull'Isonzo fino a farli cessare completamente.
Nei pressi di Gorizia delle scaramucce tra i due eserciti continuarono per mesi. Il 29 giugno del 1916, vi fu il primo attacco austro-ungarico con il gas tossico. Colti nel sonno, nelle linee del Monte San Michele, 2 700 italiani morirono e circa 4 000 rimasero gravemente intossicati. I soldati italiani dell'XI Corpo d'Armata del generale Giorgio Cigliana riuscirono comunque a fermare il nemico, rimediando a ciò che sembrava ormai irrimediabile.

## Conclusione
La distruzione della Strafexpedition austro-ungarica rialzò il morale degli italiani che ottennero una prima vera vittoria. Sull'onda di tale successo, gli scontri ripresero sull'Isonzo in agosto del 1916, con la Sesta battaglia dell'Isonzo.